# Unterseeboot 166 (1942)
Pour les articles homonymes, voir Unterseeboot 166.
Le Unterseeboot 166 (ou U-166) est un sous-marin allemand (U-Boot) de type IX.C utilisé par la Kriegsmarine pendant la Seconde Guerre mondiale.

## Historique
Mis en service le 23 mars 1942, l'Unterseeboot 166 passe son temps d'entraînement initial à Stettin en Pologne dans la 4. Unterseebootsflottille jusqu'au 31 mai 1942, il rejoint sa flottille de combat à la base sous-marine de Lorient dans la 10. Unterseebootsflottille.
Il quitte le port de Kristiansand pour sa première patrouille le 30 mai 1942 sous les ordres de l'Oberleutnant zur See Hans-Günther Kuhlmann. Après dix jours en mer, il rejoint la base sous-marine de Lorient qu'il atteint le 10 juin 1942.
L'Unterseeboot 166 effectue deux patrouilles dans lesquelles il coule quatre navires marchands pour un total de 7 593 tonneaux au cours de ses 54 jours en mer.
Sa deuxième patrouille part du port de Lorient le 17 juin 1942 toujours sous les ordres de l'Oberleutnant zur See Hans-Günther Kuhlmann. Après 44 jours en mer et un palmarès de quatre navires marchands pour un total de 7 593 tonneaux, l'U-166 est coulé à 70 km de l'estuaire du Mississippi dans le golfe du Mexique aux coordonnées géographiques de 28° 37′ N, 90° 45′ O par des charges de profondeur tirées du navire d'escorte US Navy PC-566 après que l'U-166 ait attaqué et coulé le petit paquebot SS Robert E. Lee causant 22 morts. 
Les 52 membres d'équipage du sous marin meurent dans cette attaque.

### Épave localisée en 2001

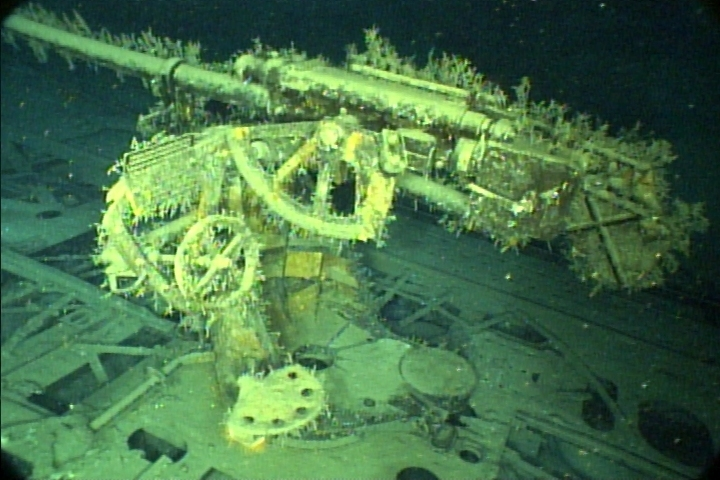
Canon de pont de l'épave de lU-166.

À l'époque de l'attaque en 1942, l'U-166 est évidemment déclaré disparu.
En 2001, lors d'une étude de tracé d'un pipeline par Shell et BP, la découverte de l'épave du SS Robert E. Lee à 1 500 mètres de profondeur conduit en peu de temps, à 600 mètres du paquebot, à la découverte de l'épave de l' U-166.

## Affectations successives
- 4. Unterseebootsflottille du 23 mars au 31 mai 1942 (entrainement)
- 10. Unterseebootsflottille du 1er juin au 30 juillet 1942 (service actif)

## Commandement
- Oberleutnant zur See Hans-Günther Kuhlmann du 23 mars au 30 juillet 1942

## Patrouilles
|       | Commandant                  | Départ        | Départ       | Arrivée         | Arrivée      | Jours    | Succès  |
| ----- | --------------------------- | ------------- | ------------ | --------------- | ------------ | -------- | ------- |
|       | Oblt. Hans-Günther Kuhlmann | 30 mai 1942   | Kiel         | 31 mai 1942     | Kristiansand | 2 jours  |         |
| 1     | Oblt. Hans-Günther Kuhlmann | 1er juin 1942 | Kristiansand | 10 juin 1942    | Lorient      | 10 jours |         |
| 2     | Oblt. Hans-Günther Kuhlmann | 17 juin 1942  | Lorient      | 30 juillet 1942 | Coulé        | 44 jours | 7 593   |
| Total | Total                       | Total         | Total        | Total           | Total        | 54 jours | 7 593 t |

Note : Oblt. = Oberleutnant zur See

## Navires coulés
L'Unterseeboot 166 a coulé quatre navires marchands pour un total de 7 593 tonneaux au cours des deux patrouilles (54 jours en mer) qu'il effectua.
| Date            | Nom           | Nationalité            | Tonnage (GRT) | Fait et position              | Décès |
| --------------- | ------------- | ---------------------- | ------------- | ----------------------------- | ----- |
| 11 juillet 1942 | Carmen        | République dominicaine | 84            | Coulé au 19° 43′ N, 70° 12′ O | 1     |
| 13 juillet 1942 | Oneida        | USA                    | 2 309         | Coulé au 20° 17′ N, 74° 06′ O | 6     |
| 16 juillet 1942 | Gertrude      | USA                    | 16            | Coulé au 23° 32′ N, 82° 00′ O | 0     |
| 30 juillet 1942 | Robert E. Lee | USA                    | 5 184         | Coulé au 28° 40′ N, 88° 42′ O | 25    |